# Mount Druitt
Mount Druitt (engelska: Mt Druitt, Mt. Druitt) är en del av en befolkad plats i Australien. Den ligger i kommunen Blacktown och delstaten New South Wales, i den sydöstra delen av landet, omkring 38 kilometer väster om delstatshuvudstaden Sydney. Antalet invånare är 13 582.
Runt Mount Druitt är det mycket tätbefolkat, med 1 956 invånare per kvadratkilometer.. Närmaste större samhälle är Blacktown, nära Mount Druitt. 
Trakten runt Mount Druitt består i huvudsak av gräsmarker. Genomsnittlig årsnederbörd är 1 267 millimeter. Den regnigaste månaden är februari, med i genomsnitt 216 mm nederbörd, och den torraste är juli, med 25 mm nederbörd.